# 西浜松駅
西浜松駅（にしはままつえき）は、静岡県浜松市中央区森田町にある日本貨物鉄道（JR貨物）の貨物駅である。東海道本線浜松駅 - 高塚駅間にあり、東海道新幹線に乗車すると見ることができる。
浜松駅の貨物業務の慢性的繁忙の解消と東海道線の高架化を促進する狙いで建設、開業した。なお浜松市は本駅設置にあたり換地として浜松駅前の土地を取得しアクトシティ浜松を建設した。

## 歴史
1967年（昭和42年）4月から、浜松駅の高架化事業の第一段階としての貨物駅移転の予定地への立入調査が開始され、五月に測量・ボーリング地質調査が、六月から本格的な測量が開始された。翌年の1968年（昭和43年）2月15日には貨物駅建設工事のくい打ち式が行われた。
33万m2に及ぶ用地は、国鉄が戦中の弾丸列車計画に際して森田町から可美村にかけて買収した22万m21960年（昭和35年）に浜松市が先行取得した約6万6000m2を基礎に、新たに4万4000m2を買収して用意されることになった。
一期工事として1968年から建設されることになり、1969年（昭和44年）3月27日に起工式が行われた。施設として上り・下りの仕訳線のほか、小口混載ホーム、コンテナホーム、オートバイホーム、自動車プールなどが建設された。工費の約21億円は、国鉄が総額分の特別鉄道債券（利用債）を発行し、浜松市がそれを引き受ける方式で調達された。
1971年（昭和46年）に入って新貨物駅の名称は西浜松駅と決まった。3月5日に仕訳線で本格的な試運転が始まり、4月26日に営業を開始した。また開業後の駅周辺には引き込み線を持つ企業の専用団地、セメントターミナルなども建設され、倉庫業者や運送業者が結集した。
西浜松駅は、東名高速道路浜松IC周辺に建設される流通業務センターや内陸コンテナ基地とともに、コンテナ輸送をはじめとする貨物輸送の軸となると期待された。また、天竜川駅、高塚駅、舞阪駅など周辺各駅の貨物の取扱いは当駅に集約されることになった。

### 年表
- 1967年（昭和42年）7月17日：浜松駅の貨物設備の森田町への移設を、国鉄が正式決定[5]。
- 1971年（昭和46年）4月26日：浜松駅の貨物取扱業務を分離する形で開業[6][7]。
- 1974年（昭和49年）10月1日：小荷物取扱開始[7]。
- 1978年（昭和53年）10月2日：小荷物取扱廃止[7]。
- 1984年（昭和59年）2月1日：自動車輸送基地閉鎖。
- 1987年（昭和62年）4月1日：国鉄分割民営化によりJR貨物の駅となる[7]。
- 2007年（平成19年）3月17日：この日の到着を最後に東藤原駅発のセメント輸送が廃止（貨車の返送は行っていない）。
- 2025年（令和7年）4月1日：構内にコンテナと一般トラックの積替ステーションを開設[1]。

## 駅構造
上下本線を挟んで南北に側線群があり、東西に駅が広がっている。構内中央付近を東西に分断するように東海道新幹線が高架線で横断している。
着発線は西側にあり、下り線（高塚駅方面）、上り線（浜松駅方面）ともに3本ずつある。下り線は本線南側に、上り線は本線北側に並走する。このほか数本の側線・仕分線が上下着発線から分岐する。
下り線側からはコンテナホームやセメントターミナル浜松営業所へ続く側線が分岐している。セメントターミナルのセメント荷役線は2本あるが、2007年3月より使用されていない。コンテナホームは東海道新幹線の高架下を抜けた場所（駅東側）にあり、ホームが5面、コンテナ荷役線が7本ある。ホームの長さはおよそ200メートル。かつて、セメントターミナル以東の新幹線南側にも線路があり車運車用自動車輸送基地が設置されていた。現在はパチンコABC森田町店がある位置。途中浜松倉庫の西浜松倉庫への引き込み線も存在した。
上り線側からは東海旅客鉄道（JR東海）浜松レールセンターへ続く側線が分岐する。その側線から、日本たばこ産業浜松工場へ続く専用線が分岐していた(2014年3月末廃止)。着発線から本線に沿い東進し東海道新幹線の高架線下を抜けた先は浜松運輸区となり、ここからJR東海浜松工場へ続く引込線が分岐していた。なお、上り着発線からはコンテナホームへ直接進入することができない（上下本線と交差するため）が、高塚駅と上り着発線を結ぶ単線の路線から地下通路線が分岐しており、それを通るとホーム付近へ出ることができる。
駅舎はホーム南側を通過する東海道新幹線の高架下にある。

## 取扱貨物

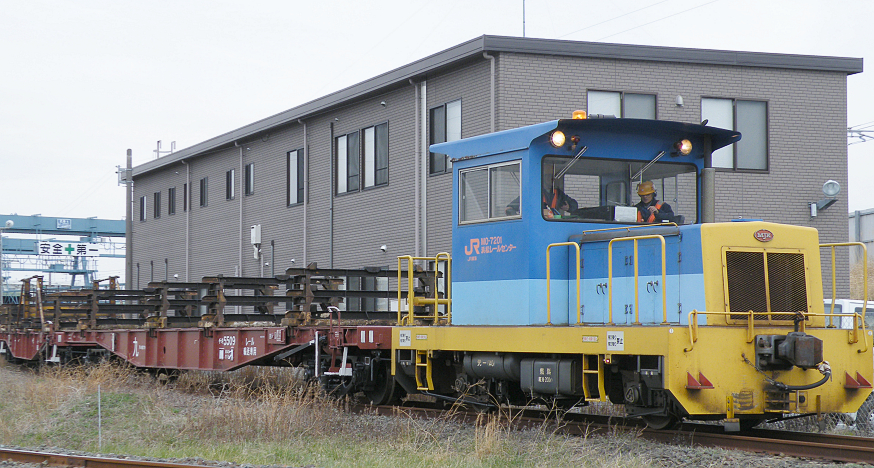
JR東海レールセンターからレールを搭載したチキを引き出すモーターカー（2009年3月）

- コンテナ貨物
  - 12 ftコンテナ、20 ft・30 ftの大型コンテナ、20 ftのISO規格海上コンテナを取り扱う。過去は日本たばこ産業専用線発着のコンテナを取り扱っていた。
- 車扱貨物
  - JR東海向けの東海道新幹線用レール（黒崎駅発送）を取り扱う。
  - セメントターミナル向けのセメント（東藤原駅発送）も取り扱っていたが、2007年3月限りで廃止された。2006年3月までは本巣駅発送のものも取り扱っていた。
- 産業廃棄物・特別管理産業廃棄物の取扱許可を得ている。
- 豊橋オフレールステーションへの中継駅となっている。

## 貨物列車
以下は2014年（平成26年）3月15日改正時点のものである。
- コンテナ車で編成された高速貨物列車は、下り1日6本、上り1日8本（うち、両方向とも当駅始発と当駅終着が1往復ずつ）停車する。行き先は下りが名古屋貨物ターミナル駅・稲沢駅・広島貨物ターミナル駅・福岡貨物ターミナル駅などで、上りが隅田川駅・宇都宮貨物ターミナル駅・秋田貨物駅・東青森駅・札幌貨物ターミナル駅など[8]。
- 上記のほか、臨時の高速貨物列車ならびに専用貨物列車も設定されている[9]。
- トラック便は、豊橋オフレールステーションとの間に1日3往復運行されている[10]。

## 利用状況
「静岡県統計年鑑」によると、2021年度（令和3年度）の発送貨物は148,381トン、到着貨物は126,090トンである。
2000年度（平成12年度）以降の貨物輸送推移は以下のとおりである。
| 貨物輸送推移（単位：t） | 貨物輸送推移（単位：t） | 貨物輸送推移（単位：t） | 貨物輸送推移（単位：t） |
| 年度                    | 発送貨物                | 到着貨物                | 出典                    |
| ----------------------- | ----------------------- | ----------------------- | ----------------------- |
| 2000年（平成12年）      | 174,127                 | 315,022                 | [ 11 ]                  |
| 2001年（平成13年）      | 189,312                 | 301,106                 | [ 11 ]                  |
| 2002年（平成14年）      | 193,357                 | 270,881                 | [ 11 ]                  |
| 2003年（平成15年）      | 206,723                 | 252,575                 | [ 11 ]                  |
| 2004年（平成16年）      | 231,554                 | 258,797                 | [ 11 ]                  |
| 2005年（平成17年）      | 266,456                 | 294,427                 | [ 11 ]                  |
| 2006年（平成18年）      | 267,241                 | 227,763                 | [ 11 ]                  |
| 2007年（平成19年）      | 265,252                 | 201,135                 | [ 11 ]                  |
| 2008年（平成20年）      | 250,148                 | 194,679                 | [ 11 ]                  |
| 2009年（平成21年）      | 227,623                 | 175,255                 | [ 11 ]                  |
| 2010年（平成22年）      | 242,594                 | 179,569                 | [ 11 ]                  |
| 2011年（平成23年）      | 263,619                 | 192,626                 | [ 11 ]                  |
| 2012年（平成24年）      | 263,273                 | 206,454                 | [ 11 ]                  |
| 2013年（平成25年）      | 261,361                 | 207,043                 | [ 11 ]                  |
| 2014年（平成26年）      | 236,015                 | 182,790                 | [ 11 ]                  |
| 2015年（平成27年）      | 310,480                 | 187,000                 | [ 11 ]                  |
| 2016年（平成28年）      | 245,720                 | 195,968                 | [ 11 ]                  |
| 2017年（平成29年）      | 241,695                 | 198,640                 | [ 11 ]                  |
| 2018年（平成30年）      | 182,256                 | 153,407                 | [ 11 ]                  |
| 2019年（令和元年）      | 196,586                 | 139,721                 | [ 11 ]                  |
| 2020年（令和02年）      | 163,252                 | 133,717                 | [ 11 ]                  |
| 2021年（令和03年）      | 148,381                 | 126,090                 | [ 11 ]                  |

## 駅周辺
- 伊場遺跡
- JR東海浜松工場
- セメントターミナル浜松営業所 - 太平洋セメントと住友大阪セメントがそれぞれの出荷基地として使用。構内にオリジナル色のタキ1900形が留置されている。
- ヤマト運輸静岡若林営業所
- 国道257号

## 隣の駅
東海旅客鉄道（JR東海）
東海道本線
浜松駅 - 西浜松駅 - 高塚駅